# Георги Митов
Вижте пояснителната страница за други личности с името Георги Митов.
Георги Стефанов Митов е български художник, брат на Антон Митов. Умира съвсем млад от туберкулоза, ненавършил 25 години.

## Биография
Георги Митов е роден на 14 септември 1875 г. в Стара Загора като четвърти син в семейството на Стефан Хаджимитов. Брат е на художника Антон Митов и на Борис Митов, популяризатор на идеите на дарвинизма в България, автор на учебници и директор на прогимназия. Детството му е свързано с чести боледувания и тежки спомени от опожаряването на Стара Загора. Израства в семейството на брат си Антон Митов. По-късните му години са белязани с приятелството с поета Кирил Христов, с бъдещия художник Георги Евстатиев и с бъдещия хирург М. Морфов (брат на Христина Морфова). През 1889 г. учи в Пловдив, през 1890 г. в Търново. Интересът му към рисуването е след преместването му във Варна, където се сприятелява с Драган Данаилов. Негови учители там са брат му Антон и Петко Клисуров.
Следва италианският период в живота на Георги Митов. Заедно с Драган Данаилов се озовават във Флоренция, откъдето с казанлъшкия художник Захари Желев и еленския Христо Берберов заминават за Торино. Там, в Академията, по това време преподават известните Джакомо Гросо, Челестино Джилярди и Андрея Таверние. Дарбата му се откроява бързо, печели дипломи и награди, а през 1895 – 1896 г. е удостоен със сребърен медал. В този период създава едни от известните си маслени етюди на девойка с бисерна обеца, италианка, неаполитанец и др. Прекъсва заниманията си поради вестта за тежко заболяване на майка си и се връща в България.
В Казанлък създава трите великолепни портрета на брат си Борис, на снаха си и майка си. В околностите на Казанлък и близкото с. Енина създава първите си пейзажи, открояващи се с непринуденост и простота, артистичност и тишина, като едновременно в тях личи наситена емоционалност. След три месеца отново се озовава в Торино. През 1897 г. и следващите няколко години навлиза все-по дълбоко в дебрите на психологическия портрет – създава цяла поредица от портрети на свои приятели, автопортрета си, както и няколко пейзажа и актове. Сред тях е и популярното голо тяло „Лукреция Романа“, с което бележи първите успехи на българското изкуство в този жанр. Завършва с отличие Академията и дели златен медал с италианския си колега Бартоломео Баджио.
В края на юни 1898 г. Георги Митов се завръща в България с разклатено здраве. Летните месеци прекарва в Казанлък, а заради чистия въздух е назначен за учител по рисуване в Априловската гимназия в Габрово. Тук въвежда нови елементи в обучението по изобразително изкуство – рисуването на гипсови антични модели. През пролетта на следващата година се появяват у него първите признаци на туберкулоза. Назначават го за учител в Пловдивската гимназия. През есента на 1899 г. той е вече на легло. На 26 февруари получава известие от брат си, че портретът му на Драган Данаилов е приет от журито за международната изложба в Париж. На следващата сутрин издъхва.
Георги Митов умира съвсем млад на 27 февруари 1900 г., ненавършил 25 години. Той оставя сериозно наследство и днес е сочен като един от най-талантливите български художници, представител на един от най-известните в арт-средите в 19 и началото на 20 век родове – родът Митови. Брат му Антон Митов и неговият син Борис Митов също са живописци, а племенниците Стефан Митов и Димитър Митов са художествени критици:с. 8.
Творби на Георги Митов притежават Националната художествена галерия, Софийска градска художествена галерия, галериите в Стара Загора, Казанлък и Пловдив, частни колекционери в България, Италия и Гърция.

## Галерия
- Портрет на художника Драган Данаилов
- Етюд – легнала гола женска фигура
- Портрет на Мишайков